# 卡斯泰尔诺德格拉特康布
卡斯泰尔诺-德格拉特康布（法語：Castelnaud-de-Gratecambe，法語發音：[kastɛlno də ɡʁatkɑ̃b]）是法国洛特-加龙省的一个市镇，属于洛特河畔新城区。

## 地理
卡斯泰尔诺-德格拉特康布（44°29'50"N, 0°40'6"E）面积17.23 平方千米，位于法国新阿基坦大区洛特-加龍省，该省份为法国西南部内陆省份，北起多爾多涅省，西接吉倫特省和朗德省，南至热尔省，东临塔恩-加龙省和洛特省。

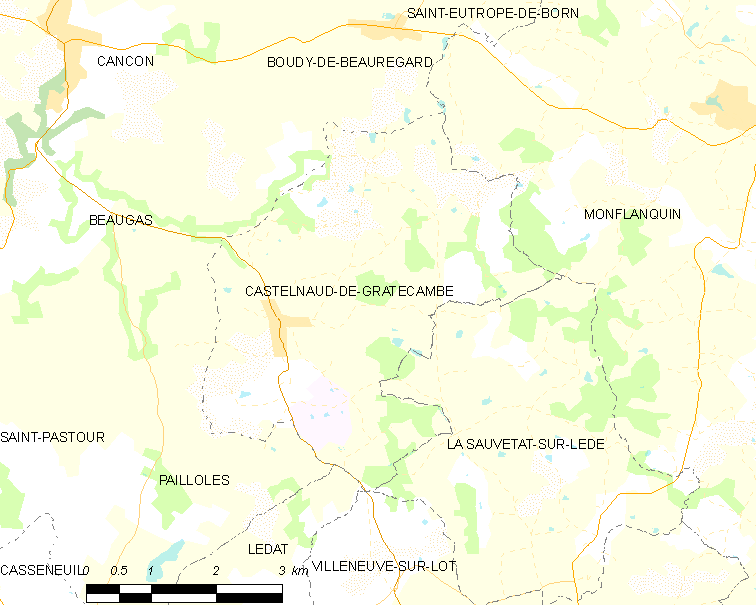
卡斯泰尔诺-德格拉特康布的OSM定位图

与卡斯泰尔诺-德格拉特康布接壤的市镇（或旧市镇、城区）包括：莱德河畔拉索沃塔、博加、布迪德博尔加尔、莱达、蒙弗朗坎、帕约勒、洛特河畔新城。
卡斯泰尔诺-德格拉特康布的时区为UTC+01:00、UTC+02:00（夏令时）。

## 行政
卡斯泰尔诺-德格拉特康布的邮政编码为47290，INSEE市镇编码为47055。

## 政治
卡斯泰尔诺-德格拉特康布所属的省级选区为上阿日奈-佩里戈尔县。

## 人口
卡斯泰尔诺-德格拉特康布于2022年1月1日时的人口数量为516人。

1962-2008年间卡斯泰尔诺-德格拉特康布人口变化图示